# Lilltjärnen (Anundsjö socken, Ångermanland, 707482-157795)
Lilltjärnen är en sjö i Örnsköldsviks kommun i Ångermanland och ingår i Ångermanälvens huvudavrinningsområde.